# Liste der Monuments historiques in Sainte-Gemme-la-Plaine
Die Liste der Monuments historiques in Sainte-Gemme-la-Plaine führt die Monuments historiques in der französischen Gemeinde Sainte-Gemme-la-Plaine auf.

## Liste der Bauwerke
| Bezeichnung               | Beschreibung | Standort | Kennzeichnung | Schutzstatus | Datum | Bild |
| ------------------------- | ------------ | -------- | ------------- | ------------ | ----- | ---- |
| Château de la Chevallerie |              | (Lage)   | PA00110296    | Inscrit      | 1989  |      |
| Kirche Ste-Gemme          |              | (Lage)   | PA00135563    | Inscrit      | 1995  |      |
| Logis de Chavigny         |              | (Lage)   | PA85000016    | Inscrit      | 1999  |      |
| Logis de la Popelinière   |              | (Lage)   | PA00110233    | Inscrit      | 1982  |      |